# Elezioni regionali in Andalusia del 2018
Le elezioni regionali in Andalusia del 2018 si tennero il 2 dicembre.

## Risultati
| Liste                                                     | Voti      | %     | Seggi |
| --------------------------------------------------------- | --------- | ----- | ----- |
| Partito Socialista Operaio Spagnolo                       | 1 010 889 | 27,94 | 33    |
| Partito Popolare                                          | 750 778   | 20,75 | 26    |
| Ciudadanos                                                | 661 371   | 18,28 | 21    |
| Adelante Andalucía (Podemos - Sinistra Unita)             | 585 949   | 16,19 | 17    |
| Vox                                                       | 396 607   | 10,96 | 12    |
| Partito Animalista Contro il Maltrattamento degli Animali | 69 905    | 1,93  | –     |
| Andalusia per Sé                                          | 22 032    | 0,61  | –     |
| Equo - Iniziativa Verde                                   | 15 172    | 0,42  | –     |
| Recorest Cero - Per un Mondo più Giusto - Gruppo Verde    | 7 207     | 0,20  | –     |
| Partito Comunista del Popolo Andaluso                     | 6 435     | 0,18  | –     |
| Unione Progresso e Democrazia                             | 6 384     | 0,18  | –     |
| Nazione Andalusa                                          | 5 015     | 0,14  | –     |
| Cittadini Liberi Uniti                                    | 3 995     | 0,11  | –     |
| Indipendenti per Huelva                                   | 3 995     | 0,11  | –     |
| Partito Comunista Operaio Spagnolo                        | 3 111     | 0,09  | –     |
| Scranni in Bianco                                         | 3 008     | 0,08  | –     |
| Falange Española de las JONS                              | 2 460     | 0,07  | –     |
| Alternativa Repubblicana                                  | 1 987     | 0,05  | –     |
| Altri <0,05%                                              | 5 352     | 0,15  | –     |
| Voti in bianco                                            | 56 939    | 1,57  | –     |
| Totale                                                    | 3 618 591 | 100   | 109   |